# 드라마 NEO
《드라마 NEO》는 2012년 4월부터 2014년 3월까지 TBS에서 월요일 24:28 ~ 25:07에 방송된 텔레비전 드라마의 방송 시간대이다.

## 개요
TBS에서는, 2010년 10월부터 심야 드라마 범위를 금요일 심야에 방송해왔지만, 2012년 4월부터는 동 범위의 시간대를 버라이어티 범위로 변경. 당 범위는, 2011년 10월부터 2012년 3월까지 방송된 《프라이데이 드라마 NEO》를 범위 이동 및 제목을 바꿔, 시간을 확대해 방송된다. 동시에 자막 방송도 대응하고 있다.
2013년 4월기의 《방과 후 그루브》부터는, 방송 시간이 월요일 24:28 ~ 25:07이 된다.
《다크 시스템 사랑의 왕좌 결정전》이 종료한 2014년 3월로 폐지가 되었다. 후 프로그램은 버라이어티 프로그램이 된다.

## 작품 목록

### 2012년
- 방과 후는 미스터리와 함께 (2012년 4월 23일 ~ 6월 25일)
  - 출연: 카와구치 하루나, 하야미 모코미치 외
- 주마등 주식회사 (2012년 7월 16일 ~ 9월 17일)
  - 출연: 카시이 유우 외
- 이로도리히무라 (2012년 10월 15일 ~ 12월 17일)
  - 출연: 히무라 유키(바나나맨) 외

### 2013년
- 막차 바이바이 (2013년 1월 14일 ~ 3월 18일)
  - 출연: 하마다 가쿠 외
- 방과 후 그루브 (2013년 4월 22일 ~ 6월 24일)
  - 출연: 타카나시 린 외
- 텐마 씨가 간다 (2013년 7월 15일 ~ 9월 23일)
  - 출연: 도모토 쯔요시 외
- 변신 인터뷰어의 우울 (2013년 10월 21일 ~ 12월 23일)
  - 출연: 나카마루 유이치 외

### 2014년
- 다크 시스템 사랑의 왕좌 결정전 (2014년 1월 20일 ~ 3월 24일)
  - 출연: 야오토메 히카루 외